# Croix de cimetière de Montfaucon
La croix de cimetière est une croix située à Montfaucon, en France.

## Description

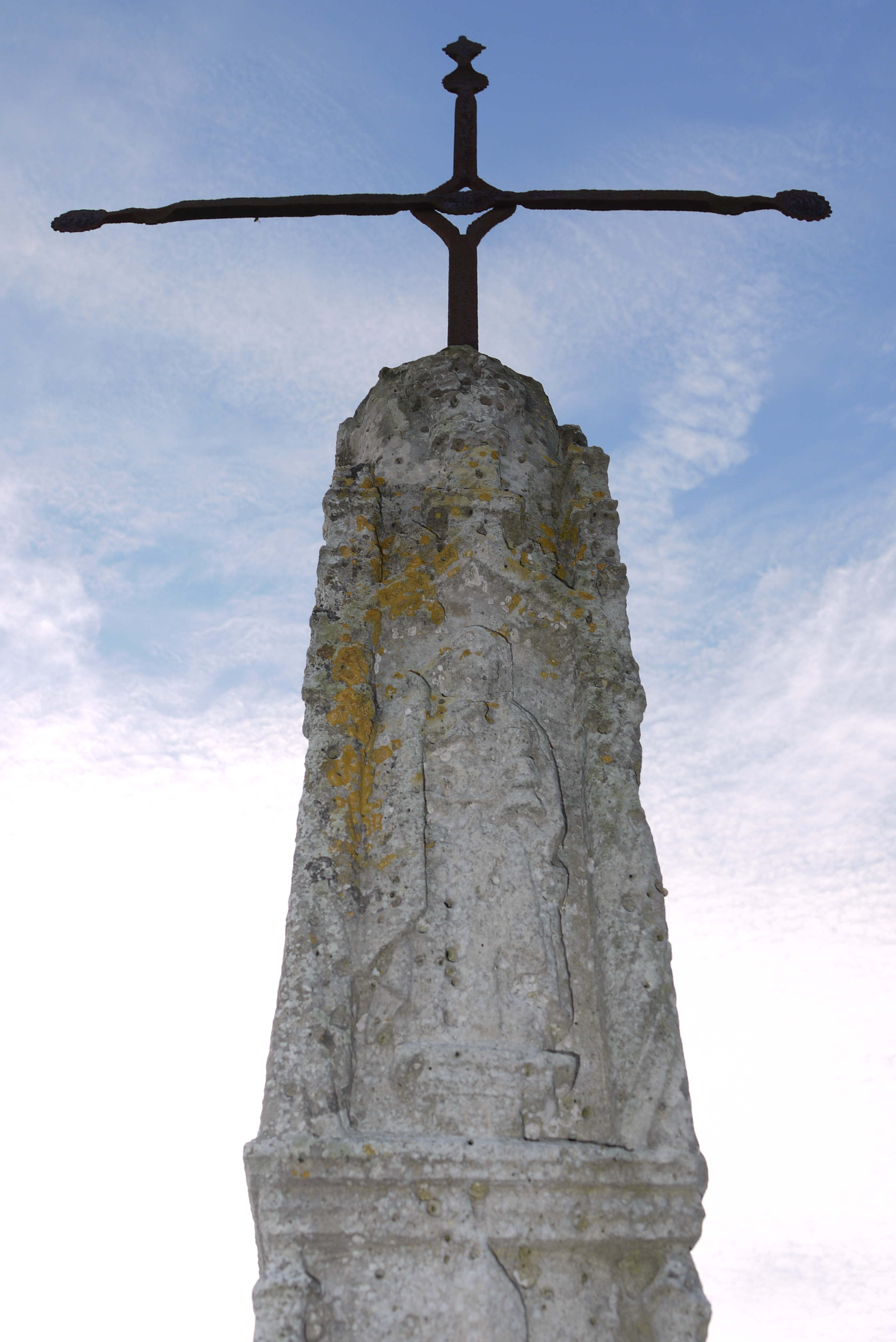
Détail.

## Localisation
La croix est située sur la commune de Montfaucon, dans le département de l'Aisne.

## Historique
Le monument est classé au titre des monuments historiques en 1934.